# Silvio Napoli
Silvio Napoli (Villa San Giovanni, 17 luglio 1902 – Roma, 14 ottobre 1961) è stato un generale e aviatore italiano.
Dopo aver preso parte alla Crociera dell'Atlantico meridionale e a quella del Decennale, divenne comandante del 15º Stormo Bombardamento Terrestre, alla cui testa prese parte alla seconda guerra mondiale. Tra il 1º febbraio 1958 e il 1º settembre 1961 ricoprì l'incarico di Capo di stato maggiore dell'Aeronautica Militare.

## Biografia
Nacque a Villa San Giovanni (Reggio Calabria) il 17 luglio 1902. Dopo aver completato gli studi si arruolò nel Regio Esercito, frequentando la Scuola di artiglieria dell'Esercito Italiano di Bracciano, da cui uscì nel settembre del 1924 con il grado di sottotenente di complemento. Appassionatosi al mondo dell'aviazione divenne Allievo pilota presso la Scuola idrovolanti di Passignano sul Trasimeno (Perugia), frequentandola dal gennaio del 1925 al gennaio del 1926. dopo aver conseguito il brevetto di pilota di idrovolanti il 12 febbraio del 1926. conseguì quello di pilota militare di idrovolanti il 22 giugno dello stesso anno. Nel 1928 transitò dai ruoli del Regio Esercito a quelli della Regia Aeronautica, assegnato alla 171ª Squadriglia, nel 91º Gruppo autonomo bombardamento, nel 93º Gruppo bombardamento marittimo, del 15º Stormo bombardamento fino al 1933.
Prese parte alla Crociera Aerea del Mediterraneo Occidentale (1928), del Mediterraneo Orientale (1929), alla Crociera dell'Atlantico meridionale (1930-1931) e a quella del Decennale (1933) in veste di primo pilota di apparecchio Savoia-Marchetti S.55X. La partecipazione alle due ultime crociere gli valsero la promozione da Tenente a Capitano e da capitano a Maggiore per meriti straordinari. Divenuto nel 1933 comandante del 46º Gruppo B.T., nel 1936 fu promosso al grado di tenente colonnello e si trasferì nel mese di novembre insieme al suo reparto in Africa settentrionale italiana. Nominato Direttore dell'Ufficio servizi dell'Aeronautica della Libia, nel 1939 fu promosso al grado di colonnello assumendo dal mese di giugno il comando del 15º Stormo Bombardamento Terrestre, equipaggiato con velivoli da bombardamento Savoia-Marchetti S.79 Sparviero. Alla testa del suo reparto prese parte alle fasi iniziali della seconda guerra mondiale, combattendo contro gli inglesi. Lasciò tale incarico nel maggio del 1942, assumendo nel corso dell'anno l'incarico di comandante dell'8º Reparto Difesa dello Stato maggiore dell'Aeronautica.
Nel corso del 1943 fu promosso al grado di Generale di brigata aerea, ed alla data dell'armistizio dell'8 settembre scelse di rimanere fedele al governo Badoglio ma fu posto in aspettativa. Dopo la fine delle ostilità, nel giugno del 1946 fu promosso Generale di divisione aerea transitando nella neocostituita Aeronautica Militare Italiana. Riprese servizio attivo nel 1947 come capo del 1º Reparto dello Stato Maggiore dell'Aeronautica, divenendo nel 1948 Direttore generale dei servizi, del materiale e degli aeroporti, è stato nominato nel 1950 Ispettore delle telecomunicazioni. Il 18 ottobre del 1951 venne elevato al rango di Generale di squadra aerea. Nel febbraio del 1955 fu nominato capo di Gabinetto del Ministro della difesa, e tra il 1º febbraio del 1958 e il 1º settembre 1961 ricoprì la carica di Capo di Stato Maggiore dell'Aeronautica Militare. Si spense a Roma il 14 ottobre 1961.

### Periodici
- Promozioni negli alti gradi dell'Aeronautica Militare, in Cielo. Uomini, Macchine e Avventure di volo, n. 14, Roma, Arti Grafiche “Nemi”, luglio 1954,  p. 2.
- Mentre si svolge il volo dall'Italia al Brasile. Alcuni cenni sugli equipaggi, in L'Ala d'Italia, n. 1, Roma, Edizioni Italiane Aeronautiche, gennaio 1931,  pp. 10-29.